# Pharaphodius tavetanus
Pharaphodius tavetanus är en skalbaggsart som beskrevs av Dellacasa 1983. Pharaphodius tavetanus ingår i släktet Pharaphodius och familjen Aphodiidae. Inga underarter finns listade i Catalogue of Life.